# Sumberanyar (Wongsorejo)
Sumberanyar is een bestuurslaag in het regentschap Banyuwangi van de provincie Oost-Java, Indonesië. Sumberanyar telt 2495 inwoners (volkstelling 2010).